# Zawi ben Ziri
Zawi ben Ziri as-Sinhayi (en árabe: المنصور الزاوي بن زيري بن مانادو‎) o Al-Mansur Zawi ibn Ziri ibn Manad as-Sanhayi fue un jefe bereber de la dinastía zirí, fundó la Taifa de Granada e inició la dinastía zirí siendo su primer rey o emir, reinando entre los años 1013 y 1019.
Hijo del general del califato fatimí Ziri ben Manad, nació en Achir, antigua capital del reinado zirí de donde fue señor tras su padre, Ziri ben Manad, y su hermano, Buluggin ben Ziri. Luego servirá como general mercenario a las órdenes de Almanzor, el Háyib del Califa de Córdoba cuya muerte, el 12 de agosto de 1002 (25 de Ramadán de 392) desata una guerra civil en al-Ándalus en la que participará. Zawi, con sus tropas bereberes, se convertirá en uno de los poderes fácticos relevantes de esa guerra civil con alianzas de intereses circunstanciales y puntuales con el rey castellano, Sancho García, apoyados inicialmente en pretendientes Omeya alternativos a califa - principalmente Suleiman al-Mustain, descendiente de Abderraman III - arrasando Medina Azahara en 1011. Tras hacerse en 1013 con la Cora de Elvira, cuya capital era la ciudad homónima Medina Elvira, funda la taifa de Granada de la que será su primer Emir (Gobernador). La ciudad de Elvira se encontraba en un emplazamiento de complicada defensa por lo que Zawi ben Ziri decidió trasladar la capital del reino taifa a Medina Garnata, la actual Granada. 
Durante la guerra civil en al-Ándalus su apoyo inicial a un califa Omeya se tornará hacia la dinastía de los Hammudies procedentes de Ceuta que se harán con el poder califal por algunos años y que sostenían proceder por línea directa de Alí, yerno del profeta Mahoma. Como hipótesis el credo chíita de esta dinastía como de los propios ziríes - quienes habían pertenecido al Califato fatimí norteafricano - podía favorecer este apoyo, sin descartar otras razones derivadas de la situación bélica.
En 1019 y en el marco de la larga guerra civil andalusí, Zawi dejó Granada con la intención de hacerse con el gobierno de la región norteafricana de Ifriquiya de la que era oriundo ya que su rey había fallecido y el heredero era menor de edad. Esta errónea decisión le supuso la pérdida del trono granadino a manos de su sobrino Habús ben Maksan y la muerte, ya que fue envenenado en Argel por su rey, el también zirí Mahdía.
Los ziríes fueron gobernantes de reinos en Ifriquiya (Magreb) y Granada.